# Cavatine

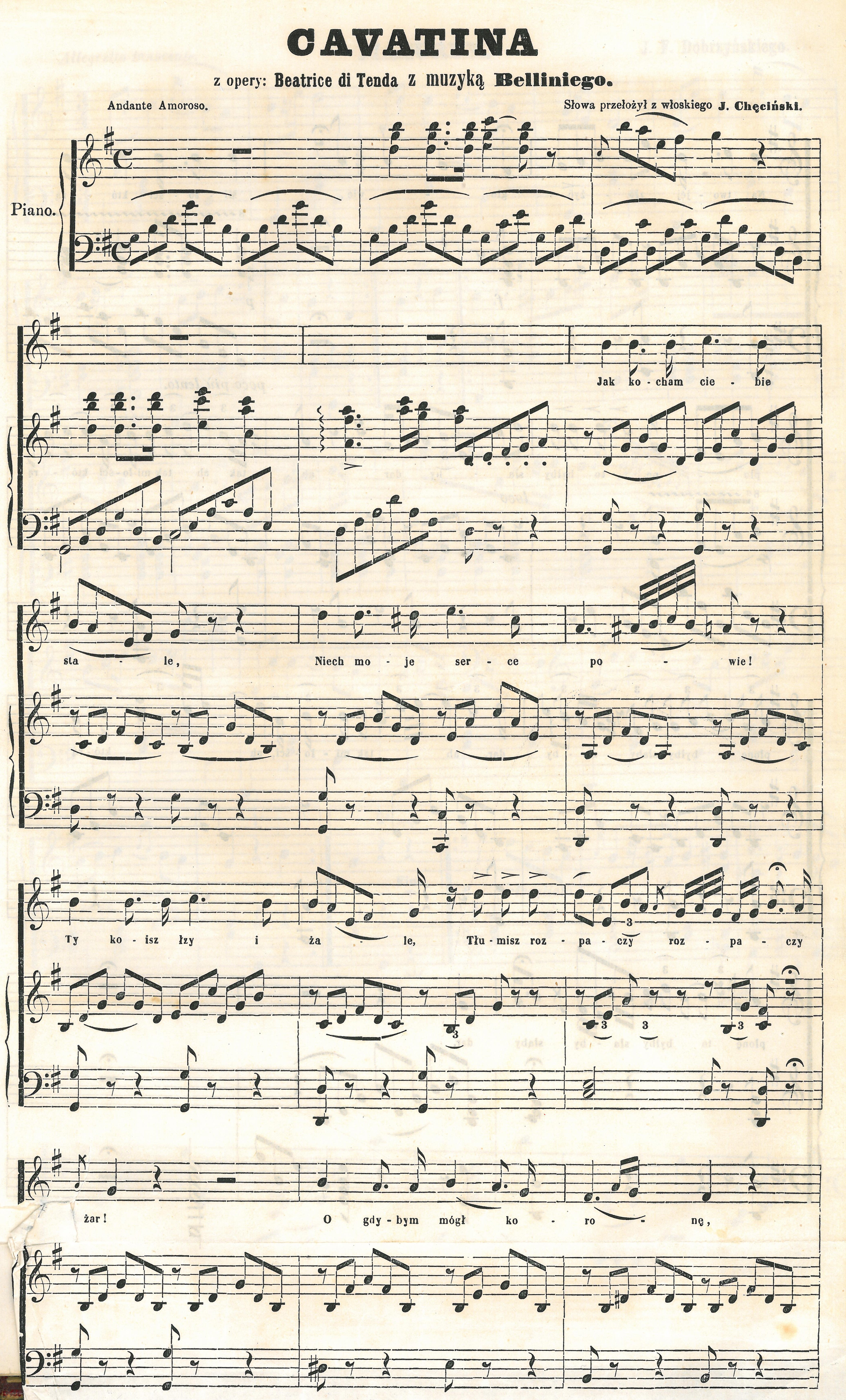
Note cavatine

Une cavatine (de l'italien cavare « extraire ») est une courte pièce vocale pour soliste utilisée dans les opéras ou les oratorios du XVIIIe siècle et du XIXe siècle, et qui ne comporte qu'une ou deux sections sans reprises. À l'origine, elle n'était qu'un prolongement plus mélodique du récitatif accompagné, avant l'air proprement dit. Par la suite, elle devint une sorte d'intermédiaire entre l'air et l'arioso (auquel on l'a parfois assimilée), utilisé comme air de présentation.
Parmi les cavatines les plus connues : Casta Diva dans l'opéra Norma de Vincenzo Bellini (1831), Salut, demeure chaste et pure dans Faust de Gounod et Una voce poco fa dans Le Barbier de Séville de Rossini.
Une autre cavatine célèbre est tirée des Noces de Figaro de Mozart : celle chantée par Barberine au quatrième acte « L'ho perduta, me meschina ». Elle est reprise entre autres dans les films Kaos (1984) des frères Taviani et Les Témoins d'André Téchiné (2007).
Dans le domaine de la musique de chambre, Camille Saint-Saëns a composé une Cavatine en ré bémol majeur op.144 pour trombone et piano (1915), et la cavatine du quatuor à cordes no 13 de Beethoven est un des sommets d'expressivité du genre.

## Poésie
Dans ses premiers textes des années 1870, Arthur Rimbaud utilise le terme « cavatine » dans l'un de ses poèmes :
ROMAN
I
On n'est pas sérieux, quand on a dix-sept ans.
- Un beau soir, foin des bocks et de la limonade,
Des cafés tapageurs aux lustres éclatants !
- On va sous les tilleuls verts de la promenade.
Les tilleuls sentent bon dans les bons soirs de juin !
L'air est parfois si doux, qu'on ferme la paupière ;
Le vent chargé de bruits - la ville n'est pas loin - A des parfums de vigne et des parfums de bière....
II
- Voilà qu'on aperçoit un tout petit chiffon
D'azur sombre, encadré d'une petite branche,
Piqué d'une mauvaise étoile, qui se fond
Avec de doux frissons, petite et toute blanche...
Nuit de juin ! Dix-sept ans ! - On se laisse griser.
La sève est du champagne et vous monte à la tête...
On divague ; on se sent aux lèvres un baiser
Qui palpite là, comme une petite bête....
III
Le cœur fou robinsonne à travers les romans,
Lorsque, dans la clarté d'un pâle réverbère,
Passe une demoiselle aux petits airs charmants,
Sous l'ombre du faux col effrayant de son père...
Et, comme elle vous trouve immensément naïf,
Tout en faisant trotter ses petites bottines,
Elle se tourne, alerte et d'un mouvement vif....
- Sur vos lèvres alors meurent les cavatines...
IV
Vous êtes amoureux. Loué jusqu'au mois d'août.
Vous êtes amoureux. - Vos sonnets La font rire.
Tous vos amis s'en vont, vous êtes mauvais goût.
- Puis l'adorée, un soir, a daigné vous écrire...!
- Ce soir-là,... - vous rentrez aux cafés éclatants,
Vous demandez des bocks ou de la limonade..
- On n'est pas sérieux, quand on a dix-sept ans
Et qu'on a des tilleuls verts sur la promenade.
Arthur Rimbaud, 29 septembre 1870
Le terme « cavatine » au vers 24, outre son sens premier explicité ci-dessus, désigne sans doute des romances à la française dont Baudelaire déjà soulignait l'importune mièvrerie.

## Dans la culture
Sauf indication contraire ou complémentaire, les informations mentionnées dans cette section proviennent du générique de fin de l'œuvre audiovisuelle présentée ici.
- Cavatina, 5ème mouvement du Quatuor à cordes nº 13 de Beethoven (dans son enregistrement par le Quatuor Végh en 1973) figure notamment dans la bande originale du long métrage Le Mariage à trois réalisé en 2010 par Jacques Doillon.
- Le trompettiste Marcel Lagorce interprète un des titres de la bande originale du long métrage à succès Le cave se rebiffe réalisé par Gilles Grangier en 1961[3]. Cette séquence instrumentale aux airs aériens, intitulée Cavatine est écrite par Michel Legrand et dure un peu moins de deux minutes, quand Jean Gabin se rend sur l'hippodrome d'Hyères pour faire un tour de piste en sulky[4]. Pour le magazine Télé Loisirs, Le Cave se rebiffe est « l'un des meilleurs dialogues signés par Michel Audiard, au service de comédiens qui étaient de vieux complices. La bonne humeur qui a régné lors du tournage de ce film est très rapidement partagée par les spectateurs »[5].
- Cavatina est le thème musical principal du film The Deer Hunter (Voyage au Bout de l'Enfer) de Michael Cimino (1978) composée par Stanley Myers et interprétée à la guitare par John Williams.
- Cavatine pour trombone et piano op.144 de Camille Saint-Saëns.